# لويس بوش (مبشر)
لويس بوش (بالإسبانية: Luis Bush)‏ هو مبشر أرجنتيني، ولد في 1946.